# Sommation de Ramanujan
Ne doit pas être confondu avec Somme de Ramanujan.

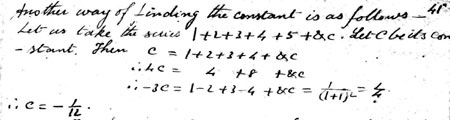
Une sommation de Ramanujan, dans son premier cahier, montrant pourquoi la somme de tous les entiers strictement positifs est égale à -1/12.

En analyse, la sommation de Ramanujan est une technique inventée par le mathématicien Srinivasa Ramanujan pour donner une valeur aux séries infinies divergentes. Bien que la sommation de Ramanujan pour des séries divergentes ne soit pas une somme dans son sens traditionnel, elle possède des propriétés qui la rendent mathématiquement valide dans l'étude des séries divergentes, pour lesquelles le résultat de la méthode de sommation habituelle n'est pas défini. 

## Sommation
La sommation de Ramanujan est essentiellement une propriété des sommes partielles plutôt que de la somme totale, puisque cette dernière n'existe pas. Si l'on considère la formule d'Euler-Maclaurin sous sa forme sommatoire utilisant les nombres de Bernoulli, on obtient pour une fonction {\displaystyle f}, supposée {\displaystyle p} fois dérivable, avec :
Ramanujan a écrit, dans le cas où p tend vers l'infini :
où C est une constante spécifique à cette fonction et son prolongement analytique (les limites de l'intégrale n'ont pas été fournies par Ramanujan, mais les valeurs rajoutées ci-dessus sont très probables). En comparant les deux formules et en supposant que R tend vers 0 quand x tend vers l'infini, on déduit dans le cas général, pour les fonctions f(x) non divergentes en x = 0 :
{\displaystyle C(a)=\int _{0}^{a}f(t)\,{\rm {d}}t-{\frac {1}{2}}f(0)-\sum _{k=1}^{\infty }{\frac {B_{2k}}{(2k)!}}f^{(2k-1)}(0)}
là où Ramanujan supposait que a = 0. En choisissant a = ∞, on retrouve la sommation habituelle pour les séries convergentes. Pour les fonctions f(x) non divergentes en x = 1, on obtient :
{\displaystyle C(a)=\int _{1}^{a}f(t)\,{\rm {d}}t+{\frac {1}{2}}f(1)-\sum _{k=1}^{\infty }{\frac {B_{2k}}{(2k)!}}f^{(2k-1)}(1).}
C(0) a alors été proposé comme valeur de la somme de la série divergente. Elle relie la sommation à l'intégration.
La version convergente de sommation, pour les fonctions possédant la bonne condition de croissance, est alors :
{\displaystyle f(1)+f(2)+f(3)+\dots =-{\frac {f(0)}{2}}+{\rm {i}}\int _{0}^{\infty }{\frac {f({\rm {i}}t)-f(-{\rm {i}}t)}{\mathrm {e} ^{2\pi t}-1}}\,{\rm {d}}t}.

## Somme de séries divergentes
Par la suite, {\displaystyle (\Re )} indique une sommation de Ramanujan. Cette notation vient de l'un des carnets de Ramanujan, sans aucune indication disant que c'est une nouvelle méthode de sommation.
Par exemple, la sommation {\displaystyle (\Re )} de 1 – 1 + 1 – ⋯ est :
{\displaystyle 1-1+1-\cdots ={\frac {1}{2}}\ (\Re )}.
Ramanujan a calculé ces sommations particulières pour des séries divergentes connues. Il est important de noter que les sommations de Ramanujan ne sont pas des sommes de séries au sens habituel du terme, ; en particulier, les sommes partielles ne convergent pas vers cette valeur, signalée par le symbole {\displaystyle (\Re )}. Par exemple, la sommation {\displaystyle (\Re )} de 1 + 2 + 3 + 4 + ⋯ donne :
{\displaystyle 1+2+3+\cdots =-{\frac {1}{12}}\ (\Re )}
Plus généralement, on obtient pour les puissances positives paires :
{\displaystyle 1+2^{2k}+3^{2k}+\cdots =0\ (\Re )}
et pour les puissances impaires, on obtient une relation avec les nombres de Bernoulli :
{\displaystyle 1+2^{2k-1}+3^{2k-1}+\cdots =-{\frac {B_{2k}}{2k}}\ (\Re );} ces résultats coïncident avec ceux obtenus par la méthode dite de régularisation zêta.

## Historique
Dans sa seconde lettre à Godfrey Harold Hardy, datée du 27 février 1913, Ramanujan écrit :
« Dear Sir, I am very much gratified on perusing your letter of the 8th February 1913. I was expecting a reply from you similar to the one which a Mathematics Professor at London wrote asking me to study carefully Bromwich's Infinite Series and not fall into the pitfalls of divergent series. … I told him that the sum of an infinite number of terms of the series: 1 + 2 + 3 + 4 + ⋯ = −1/12 under my theory. If I tell you this you will at once point out to me the lunatic asylum as my goal. I dilate on this simply to convince you that you will not be able to follow my methods of proof if I indicate the lines on which I proceed in a single letter. »
— S. Ramanujan
        
« Cher Monsieur, je suis très heureux de lire attentivement votre lettre du 8 février 1913. J'attendais une réponse de vous semblable à celle qu'un professeur de mathématiques à Londres écrivit, m'invitant à étudier soigneusement les Séries Infinies de Bromwich et à ne pas tomber dans les pièges des séries divergentes. […] Je lui ai dit que la somme d'un nombre infini de termes de la série 1 + 2 + 3 + 4 + ⋯ = −1/12 d'après ma théorie. Si je vous dis cela, vous me direz tout de suite que je suis bon pour l'asile de fous. Je m'étends sur ce sujet simplement pour vous convaincre que vous ne pourrez pas suivre mes méthodes de preuve si je vous indique les lignes sur lesquelles je procède en une seule lettre. »
Le roman de David Leavitt The Indian Clerk (en) inclut une scène où Hardy et Littlewood discutent du sens de ce passage.